# Anders Jarl
Anders Jarl (Tyresö, Comtat d'Estocolm, 10 de març de 1965) és un ciclista suec, ja retirat, que competí en categoria amateur.
Va guanyar la medalla de bronze en la prova de Contrarellotge per equips als Jocs Olímpics de 1988. Aquell mateix any va guanyar el Campionat de Suècia en ruta.

## Palmarès
- 1986
  -  Campió de Suècia en contrarellotge
- 1988
  -  Medalla de plata als Jocs Olímpics de Seül a la prova de Contrarellotge per equips, amb Michel Lafis, Björn Johansson i Jan Karlsson
  -  Campió de Suècia en ruta